# Roccocò

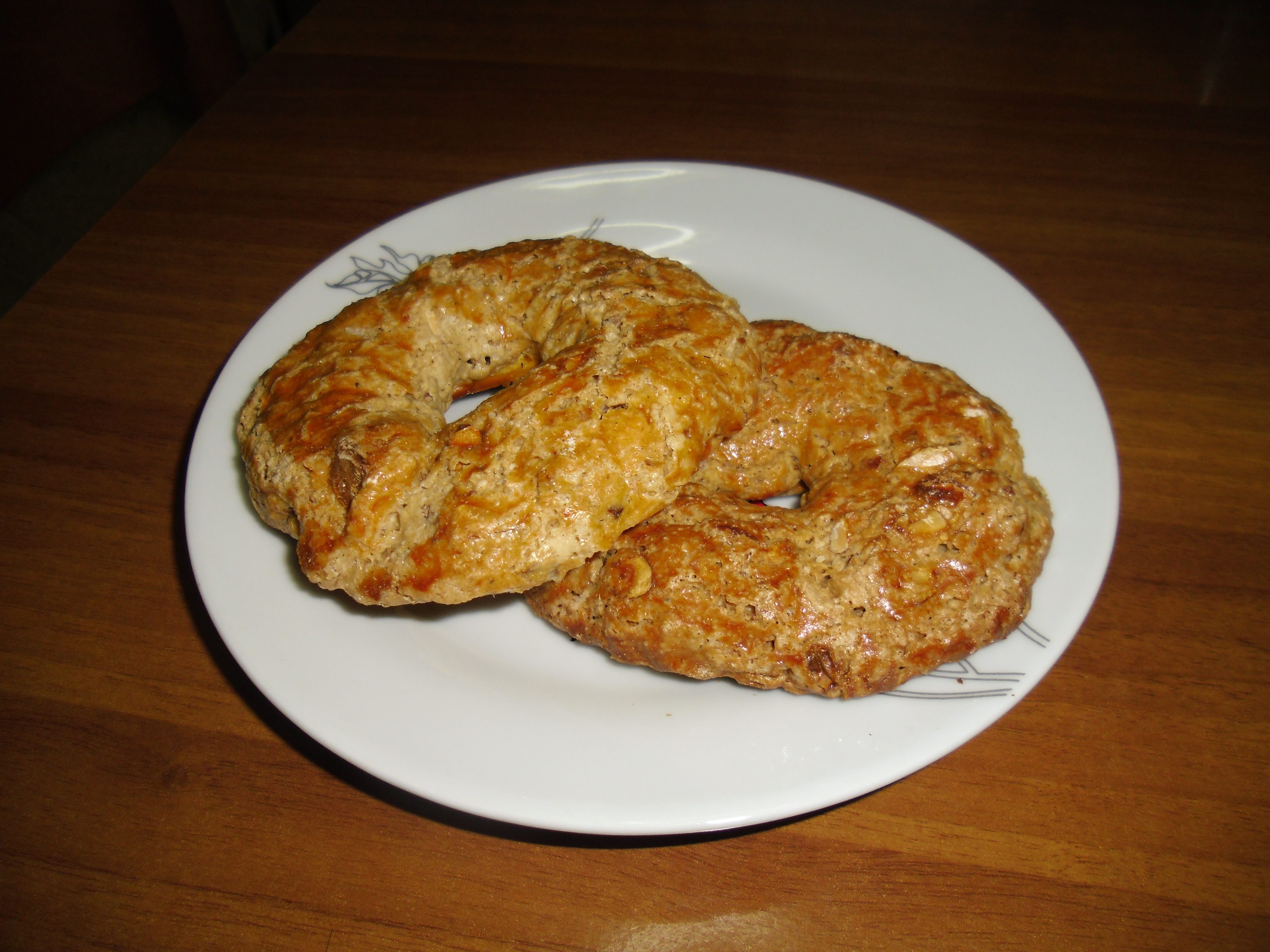
Roccocò.

Il roccocò è un dolce napoletano prodotto con mandorle, farina, zucchero, canditi e pisto napoletano, che è un miscuglio di spezie varie. Il roccocò è cotto al forno e ha una forma tondeggiante simile a quella di una ciambella schiacciata della grandezza media di 10 cm. È un biscotto particolarmente duro che può essere ammorbidito bagnandolo in vini liquorosi tipo il vermut, o il marsala.

## Storia
La sua preparazione più antica risale al 1320 per opera delle monache del Real Convento della Maddalena. Il nome roccocò deriva dal termine francese rocaille per via della forma barocca e tondeggiante simile a una conchiglia arrotondata.

## Curiosità
- Il roccocò è il dolce che chiude il pranzo delle famiglie napoletane in occasione dell'8 dicembre (giorno in cui si festeggia l'Immacolata Concezione) e che accompagna tutto il periodo delle feste natalizie. Vengono spesso venduti insieme con raffiuoli, mustaccioli e susamielli, altri dolci tipici della tradizione gastronomica natalizia partenopea.

- Anche se la maggior parte delle persone crede che i roccocò siano solo duri, ci sono anche morbidi e di varie dimensioni. Viste le numerose richieste dei turisti, è possibile trovare questi dolci in pasticceria in tutti i periodi dell'anno.[senza fonte]